# 奥体中心駅 (北京市)
奥体中心駅（おうたいちゅうしんえき）は中華人民共和国北京市朝陽区にある、北京地下鉄8号線の駅。

## 歴史
- 2008年7月19日 - 開業。ただし、北京オリンピック・パラリンピックの選手・関係者・観客のみしか使用できなかった。
- 2008年10月9日 - オリンピック・パラリンピック終了に伴い、一般開放[1]。

## 駅構造
北四環中路と北辰路が交わる交差点（北辰橋）より南寄りの真下にある地下駅。プラットホームは島式1面2線を有する。開業当初からホームドア設置。

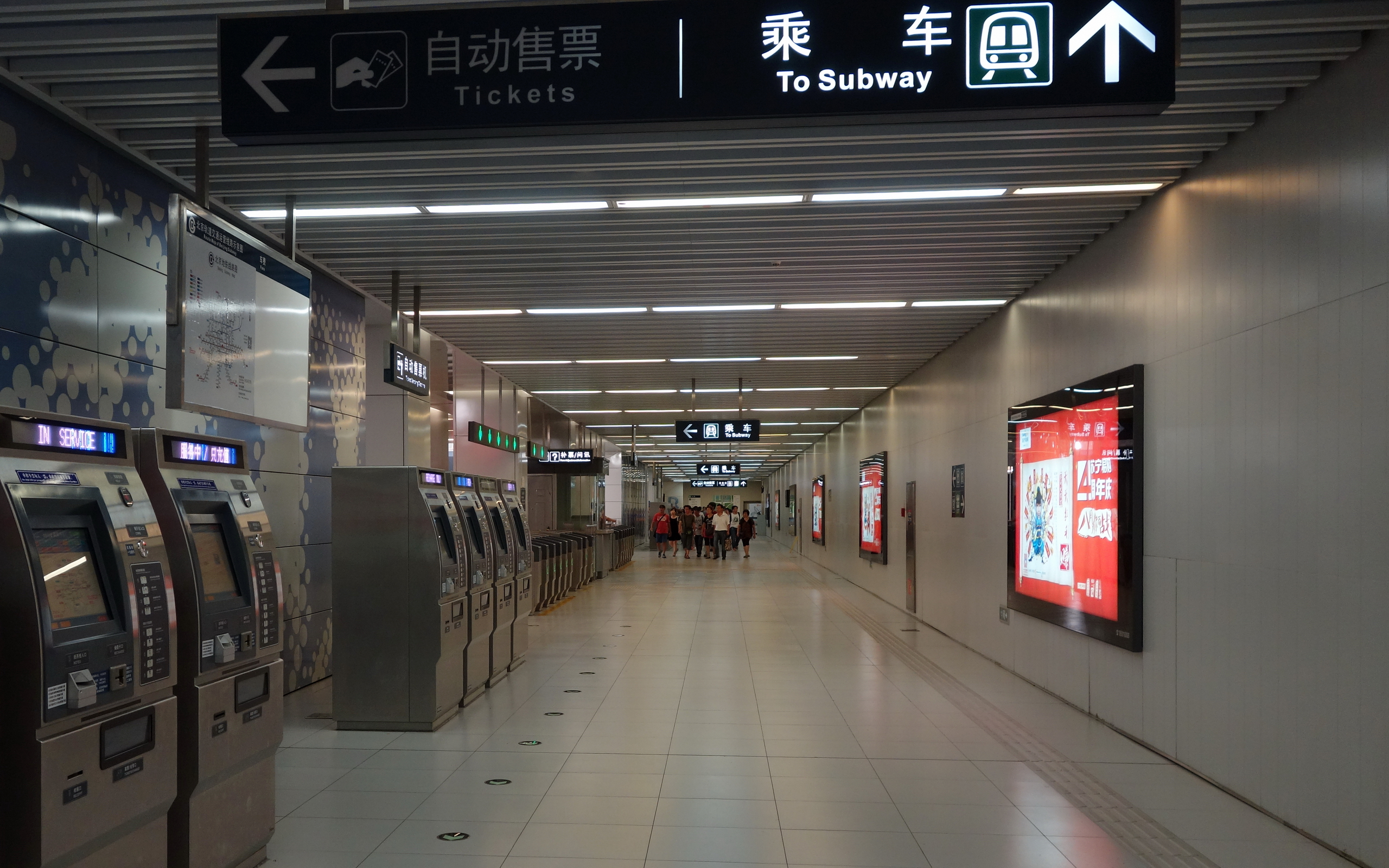
改札口周辺

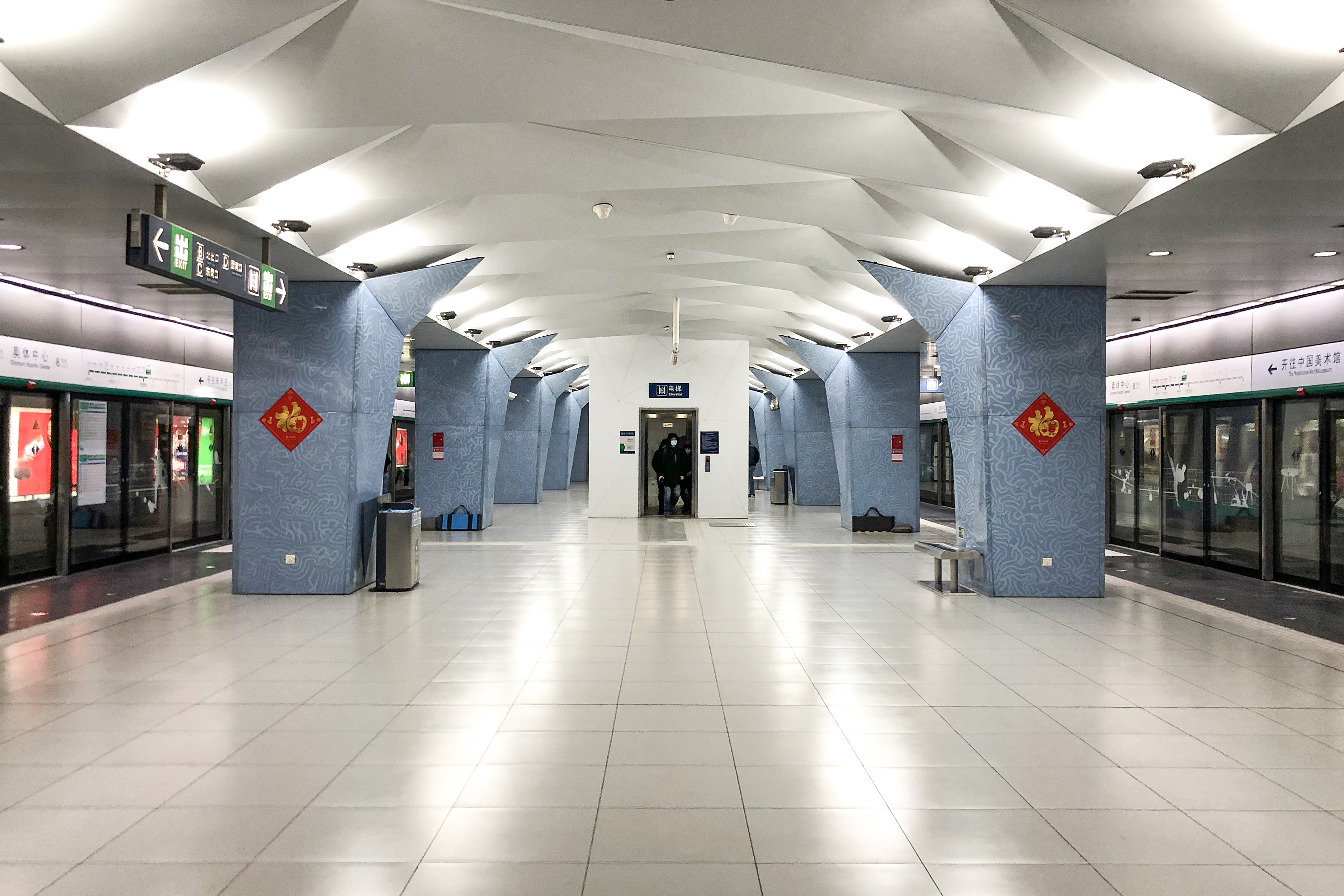
プラットホーム

駅構内は『スポーツ』をテーマとしたデザインとなっている。ホームの水色の柱は躍動感を表し、ホームドアのガラス部分にバスケットボールやアーチェリー等、様々な競技の選手の絵が白線で描かれている。
出口はB1,B2,C,Dの4箇所あり、出口Cは国家オリンピックスポーツセンター、出口Dは中華民族園北区と繋がっている。

### のりば
案内上ののりば番号は設定されていない。
| 北方向 | 8号線 | オリンピック公園・霍営・朱辛荘方面 |
| 南方向 | 8号線 | 北土城・南鑼鼓巷・前門・瀛海方面   |

## 駅周辺

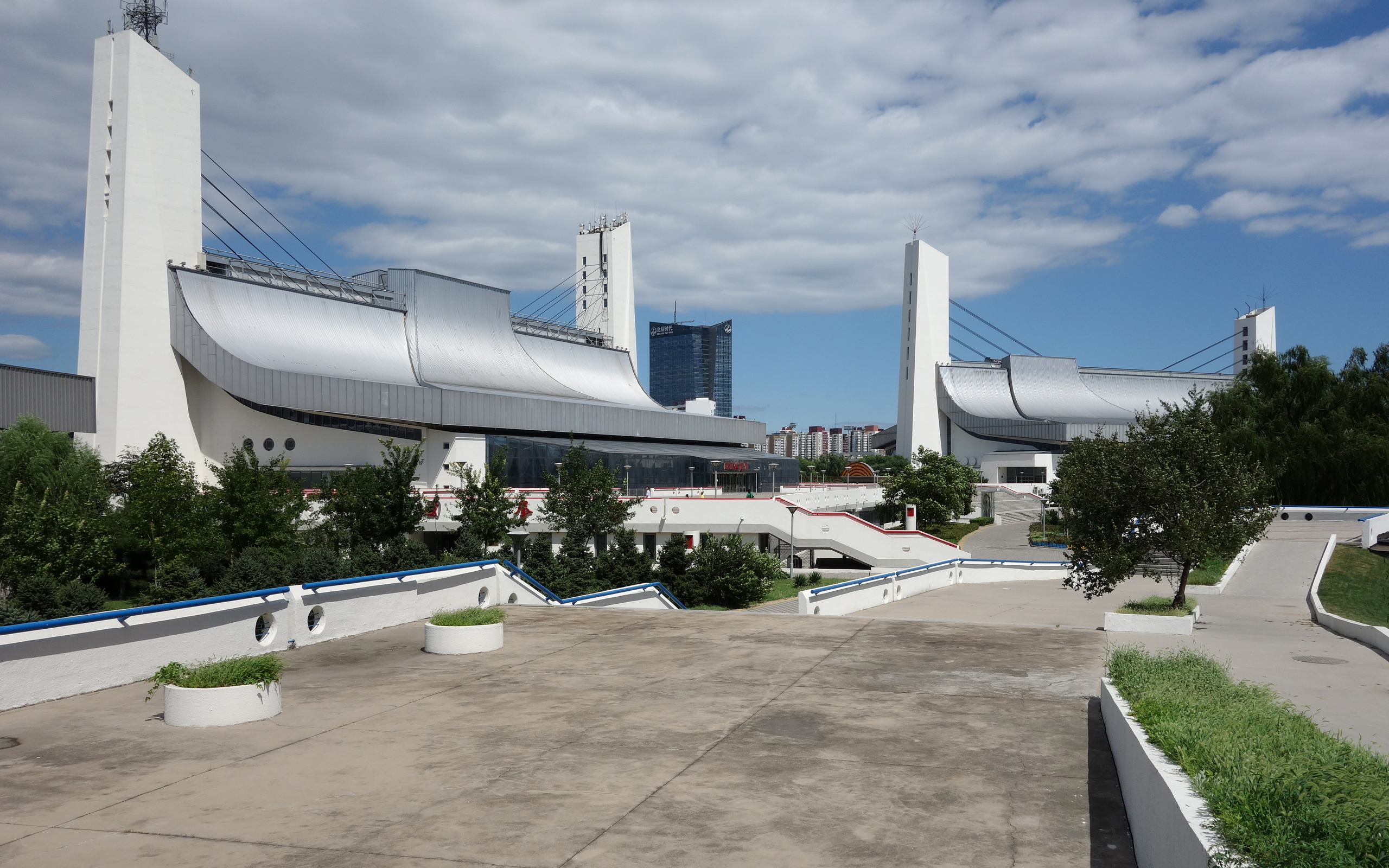
国家オリンピックスポーツセンターの敷地内

2008年北京オリンピック・パラリンピックの中心地として整備された街並みが広がる。
- 国家オリンピックスポーツセンター
  - 奥体中心体育場（中国語版、英語版）
  - 奥体中心体育館（中国語版、英語版）
  - 英東水泳館（中国語版、英語版）
  - 奥体中心足球（サッカー）場
- 北京国家体育場（鳥の巣）
- 北京国家水泳センター
- 中航国際大厦
- CAIA北京会展中心
- 北京国家会議センター
- 北頂娘娘廟（中国語版）
- 中華民族園（中国語版）北区

## 隣の駅
北京地下鉄
 8号線
オリンピック公園駅 - 奥体中心駅 - 北土城駅